# Chełmiec (szczyt)
Chełmiec (niem. Hochwald) – szczyt górski o wysokości 850 m n.p.m., wchodzący w skład Masywu Chełmca, będący częścią Gór Wałbrzyskich (Sudety Środkowe), wznoszącym się bezpośrednio nad okolicami Wałbrzycha. Jest najwyższym  punktem w granicach administracyjnych Szczawna-Zdroju.

## Opis
Chełmiec to drugi co do wysokości szczyt Gór Wałbrzyskich. Góruje ponad Kotliną Wałbrzyską, między Wałbrzychem, Boguszowem a Szczawnem (w granicach administracyjnych tej miejscowości znajduje się cały masyw). Według dawnych pomiarów miał wysokość 869 m n.p.m.. i był najwyższym szczytem Gór Wałbrzyskich, przez co zaliczony został do Korony Gór Polski. Błąd pomiaru wynikał stąd, że punkt triangulacyjny pomiaru wysokości umieszczono na wieży widokowej, przez co góra „zrobiła się wyższa”. Po korekcie okazało się, że góra Borowa jest o 3 metry wyższa od Chełmca i ma szczyt na wysokości 854 m n.p.m. Pomiary wykonane przez zespół naukowców z AGH w Krakowie wykazały, że wysokość Chełmca wynosi 850,0 m n.p.m.
W roku 2024 Chełmiec został włączony do listy szczytów Korony Gór Dolnego Śląska
Stanowi kulminację, wyraźnie dominującą w wałbrzyskim krajobrazie. Wynika to z jego ukształtowania w formie kopuły, przez co jest łatwo rozpoznawalny, nawet z odległego o 70 km Wrocławia, jak i izolowania samego masywu w środkowej części Gór Wałbrzyskich.
Część szczytowa Chełmca zbudowana jest z permskich porfirów, niżej tworzą go dolno i górno-karbońskie piaskowce, zlepieńce, mułowce z pokładami węgla kamiennego – dawniej eksploatowanymi. W zboczach pd.-zach. występują żyły barytu. Ponadto występują tu: apatyt, kordieryt, kaolinit, illit i piryt.

## Przyroda
Większość masywu pokrywa mieszany i świerkowy las regla dolnego. Jest to obszar kluczowy dla zachowania priorytetowego siedliska jaworzyn miesiącznicowych w Sudetach, obejmuje 20% znanego areału tego podtypu siedliska. Poza tym obszar ten jest bardzo ważny dla zachowania pełnej zmienności buczyn sudeckich. Występują tu bardzo dobrze wykształcone i zachowane kwaśne buczyny sudeckie, a także bardzo ciekawe płaty żyznych buczyn wytworzone na wysiękach. Jest to miejsce gniazdowania i żerowania wielu gatunków ptaków i nietoperzy (mopek, nocek łydkowłosy, nocek duży, wszystkie prawnie chronione).

### Ochrona przyrody
Obszar jest objęty ochroną przyrody w ramach programu Natura 2000 oraz podlega pod Obszar Chronionego Krajobrazu Kopuły Chełmca, Trójgarbu i Krzyżowej Góry koło Strzegomia, będący częściowo naturalną otuliną Parku Krajobrazowego Sudetów Wałbrzyskich.

## Obiekty na Chełmcu

### Wieża widokowa
W latach 80. XIX wieku na szczyt poprowadzono dwie drogi gruntowe, wycinając las na jednym zboczu oraz wierzchołku, celem udostępnienia góry ruchowi turystycznemu. W latach 1887–88 na wierzchołku Chełmca wzniesiono z inicjatywy Wałbrzyskiego Towarzystwa Górskiego WGV i finansowaną przez Hochbergów  kamienną wieżę (22 m wys.) widokową stylizowaną na ruinę – z gospodą i schroniskiem.  Po wojnie wieża stała opuszczona i niszczała. Obecnie wieżą zarządza Europejskie Centrum Radiokomunikacji Amatorskiej, które systematycznie przeprowadza rewitalizacje i udostępnia do zwiedzania w sezonie letnim w weekendy.

### RTON Chełmiec
Po II wojnie światowej wybudowano budynek, gdzie obecnie znajduje się RTON Chełmiec. W budynku tym zabudowano nadajniki zagłuszające Radia Wolna Europa.
Nadajniki pracowały na falach średnich i krótkich. Anteny były zabudowane na drewnianych masztach wkoło obiektu. Cały teren był ogrodzony podwójnym osiatkowanym płotem. Do dziś można znaleźć resztki słupów betonowych ogrodzenia oraz betonowe
postumenty odciągów anten. Po likwidacji zagłuszarek obiekt był wykorzystywany przez krótki czas jako ośrodek kolonijny. W latach 60. zabudowano prosty przemiennik TV, który retransmitował program ze Ślęży. Kolejna już poważna inwestycja miała miejsce w 1973, kiedy założono tam Radiowo-Telewizyjny Ośrodek Nadawczy (RTON) i zbudowano maszt telekomunikacyjny o wysokości 69 m. Obecnie maszt wykorzystywany jest przez telewizję, telefonię komórkową, nadajniki radiowe i służby cywilne. W 2012 wybudowano nowy maszt na którym mają być zabudowane nowe anteny, a stary ma być rozebrany.
Budynek wieży widokowej po wojnie wykorzystywany był do celów turystycznych oraz na obiekcie zabudowane były przemienniki
Pogotowia Ratunkowego, Gazownictwa, Energetyki, Górnictwa itd. Aktualnie wieża wykorzystywana jest do celów turystycznych.

### Krzyż milenijny
Kilka metrów poniżej szczytu znajduje się 45-metrowy krzyż wzniesiony przez Społeczny Zespół Budowy Krzyża. Nocą jest oświetlany dużymi reflektorami, do którego prowadzi od 2001 r. z Boguszowa Droga Krzyżowa Trudu Górniczego. Poświęcenie krzyża-pomnika odbyło się 23 września 2000 r. przez biskupa Tadeusza Rybaka. Budowa krzyża wzbudziła wiele kontrowersji ze względu na ochronę środowiska. Sfinansowana była ze zbiórki wiernych. Obszar przy milenijnym krzyżu na Chełmcu jest miejscem uroczystości religijnych (msze polowe, lokalne pielgrzymki) organizowanych przez instytucje kościelne diecezji świdnickiej i zakonne, czasem przy współudziale instytucji świeckich.

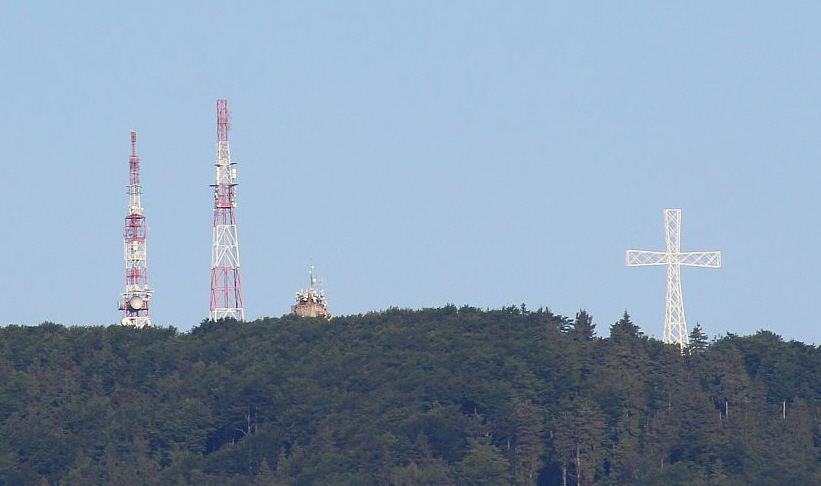
Wszystkie budowle Chełmca, a zwłaszcza wieża RTV, są widoczne z kilkudziesięciu kilometrów przy dobrej pogodzie

## Kolarstwo górskie
W 2004 roku na zboczach tej góry odbyły się mistrzostwa Europy w kolarstwie górskim w konkurencji downhill.

## Szlaki turystyczne
- Trójgarb – Chełmiec – Dzikowiec Wielki
- Chełmiec – Wałbrzych – Boguszów-Gorce (Kuźnice Świdnickie)
- Europejski długodystansowy szlak pieszy E3 (Atlantyk – Morze Czarne), niebieski: Zagórze Śląskie – Chełmiec – Kamienna Góra
- do Szczawna-Zdrój[13]
- Szlak jubileuszowy 50-lecie Boguszowa-Gorc[13]